# Vaksali tänav
La rue Vaksali (estonien : Vaksali tänav) est une rue de Tartu en Estonie.

## Présentation
La rue Vaksali tänav est une rue du quartier Vaksali.
La rue commence à l'intersection de la rue Riia tänav, d'où Kase põik part dans la direction opposée. La rue Vaksali tänav est parallèle à la voie ferrée au nord-ouest jusqu'à la rue Friedebert Tuglase tänav. La rue Vaksali tänav a une longueur de 2 070 mètres.
Le long de la rue Vaksali se trouvent la gare de Tartu, le château d'eau de la gare et deux anciennes résidences de cheminots considérées comme des monuments culturels.
|  |
|  |

|  |
|  |

## Lieux et bâtiments

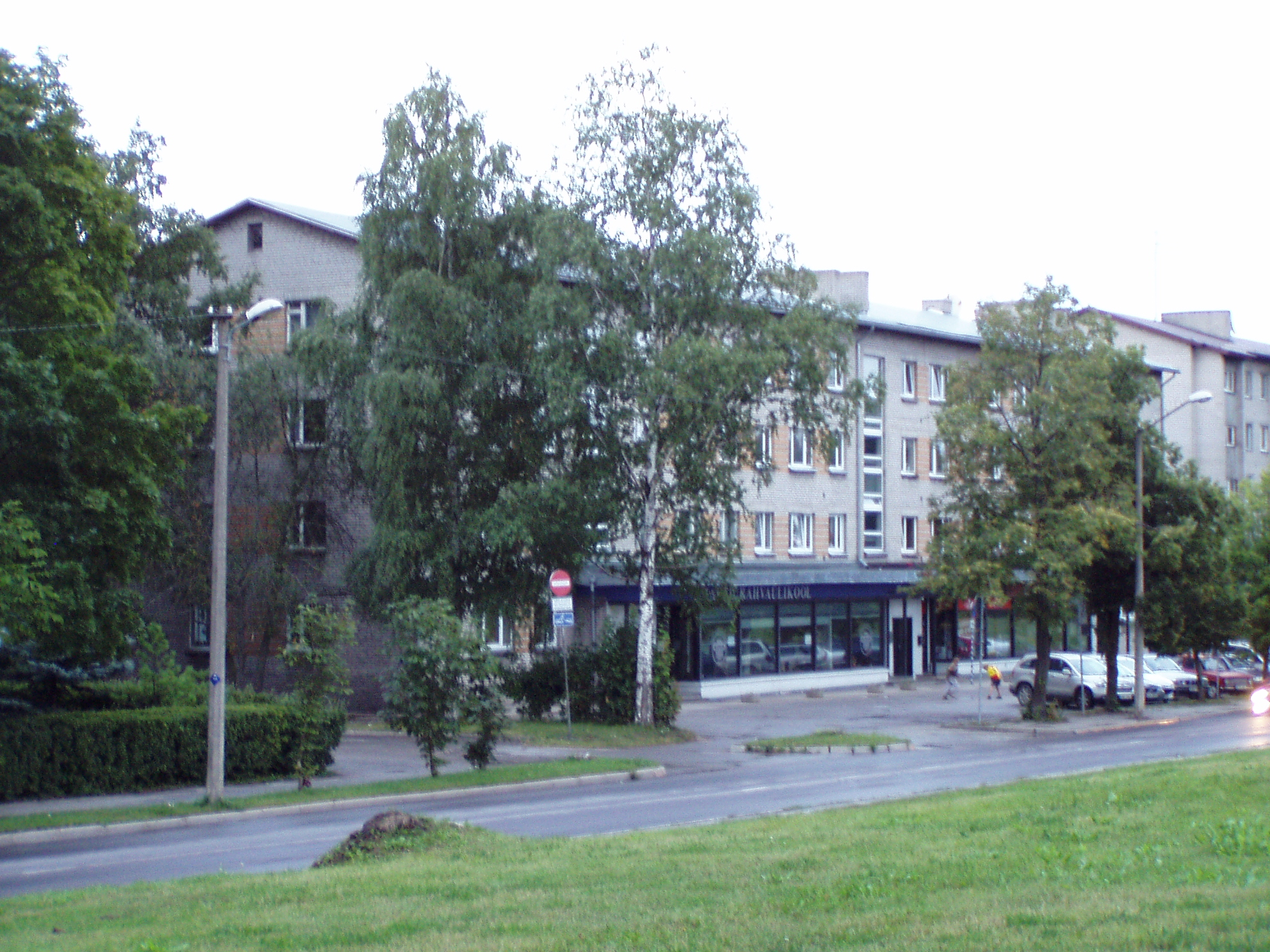
Vaksali tn 7
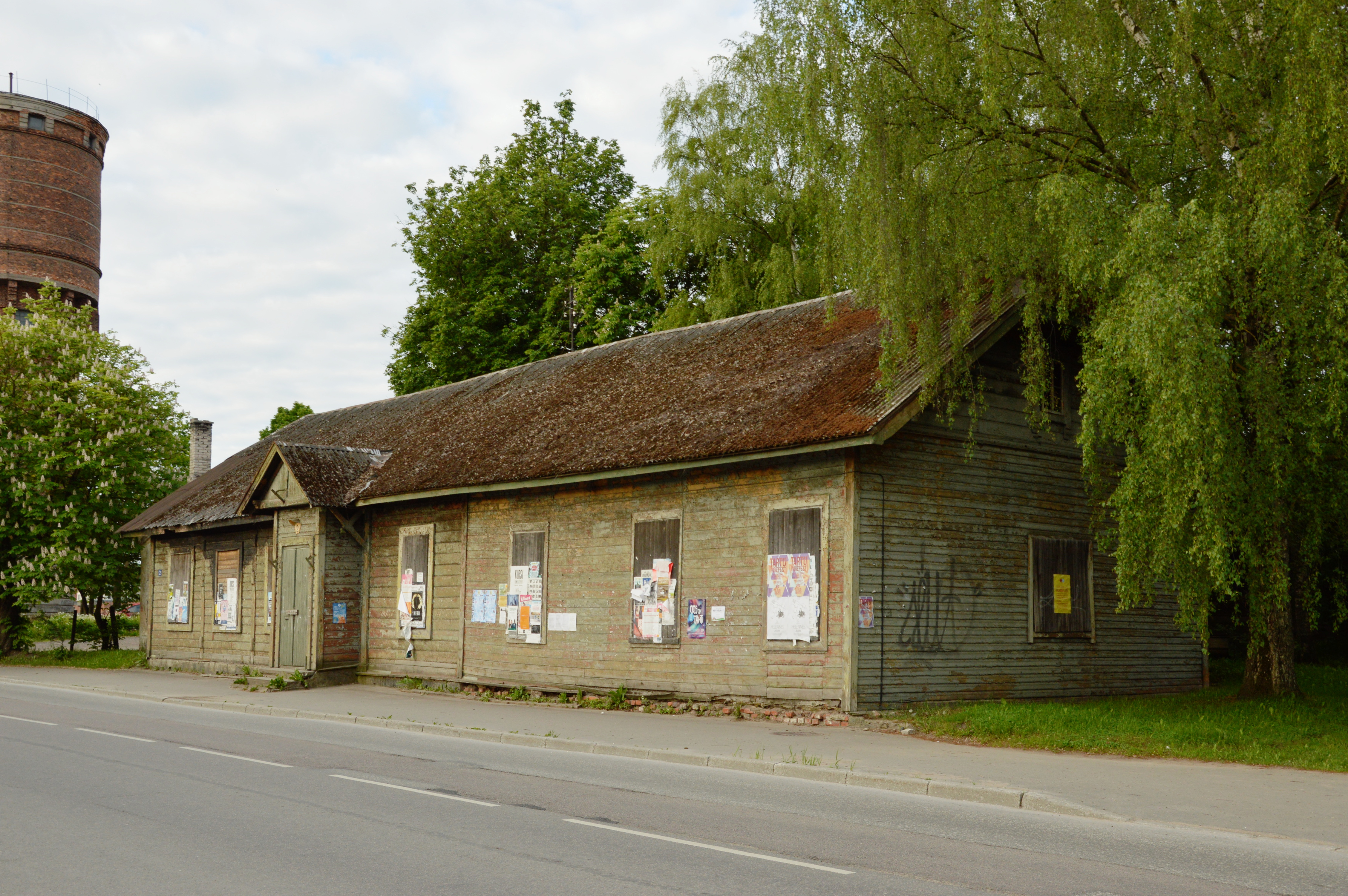
Vaksali tn 2 (2014)
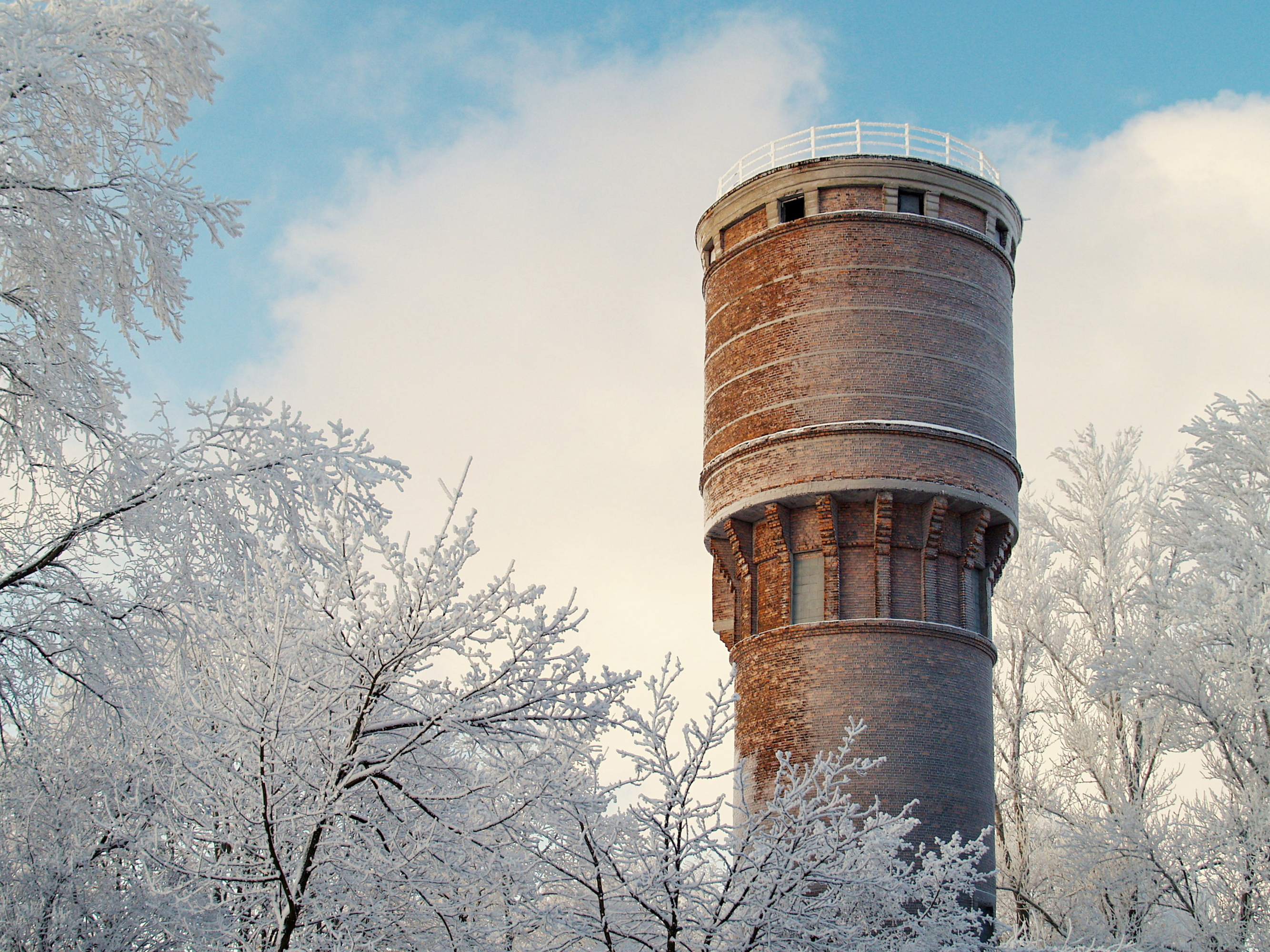
Vaksali tn 2d, Château d'eau de la gare
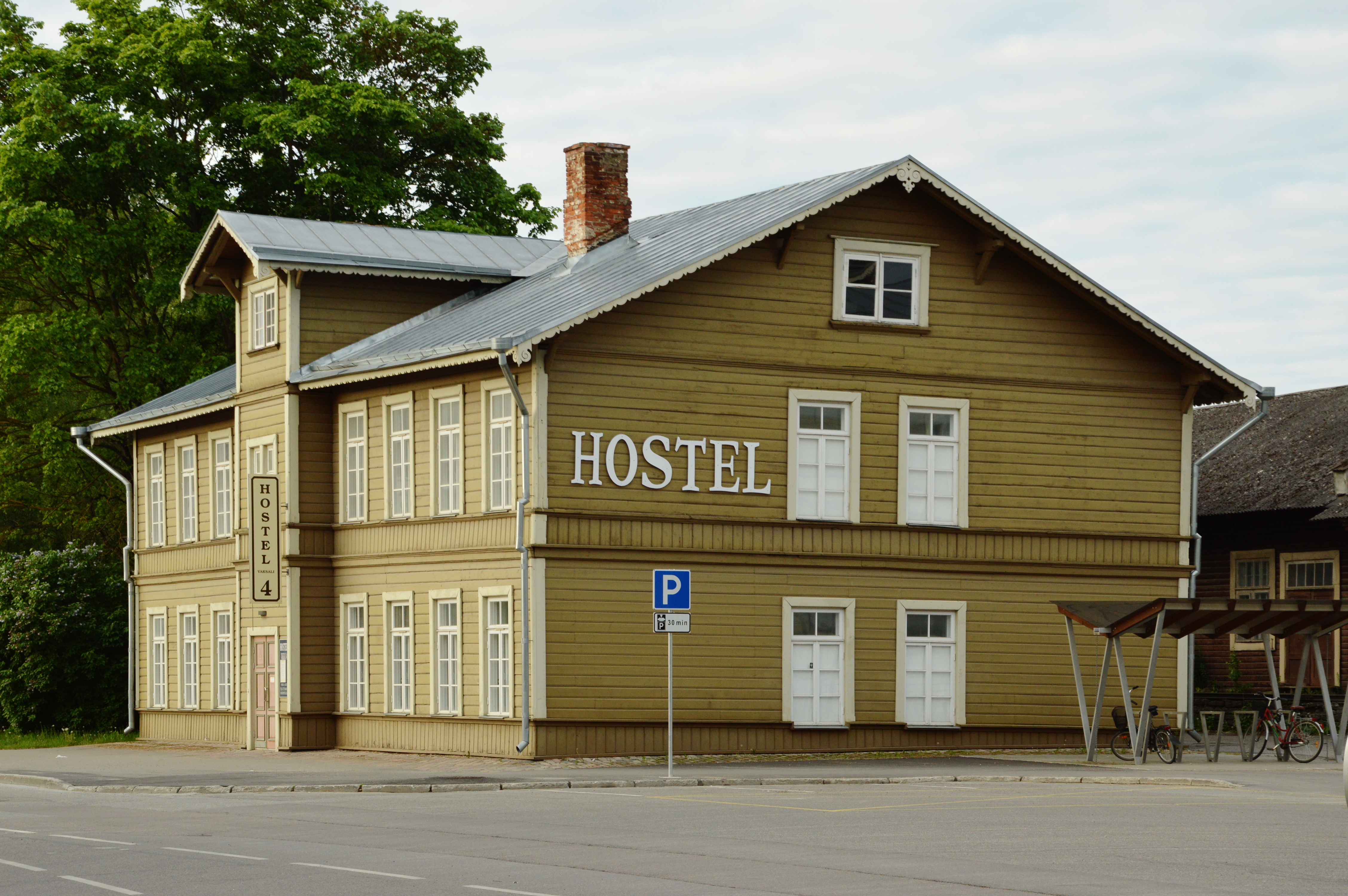
Vaksali tn 4, ancienne résidence des cheminots (2014)

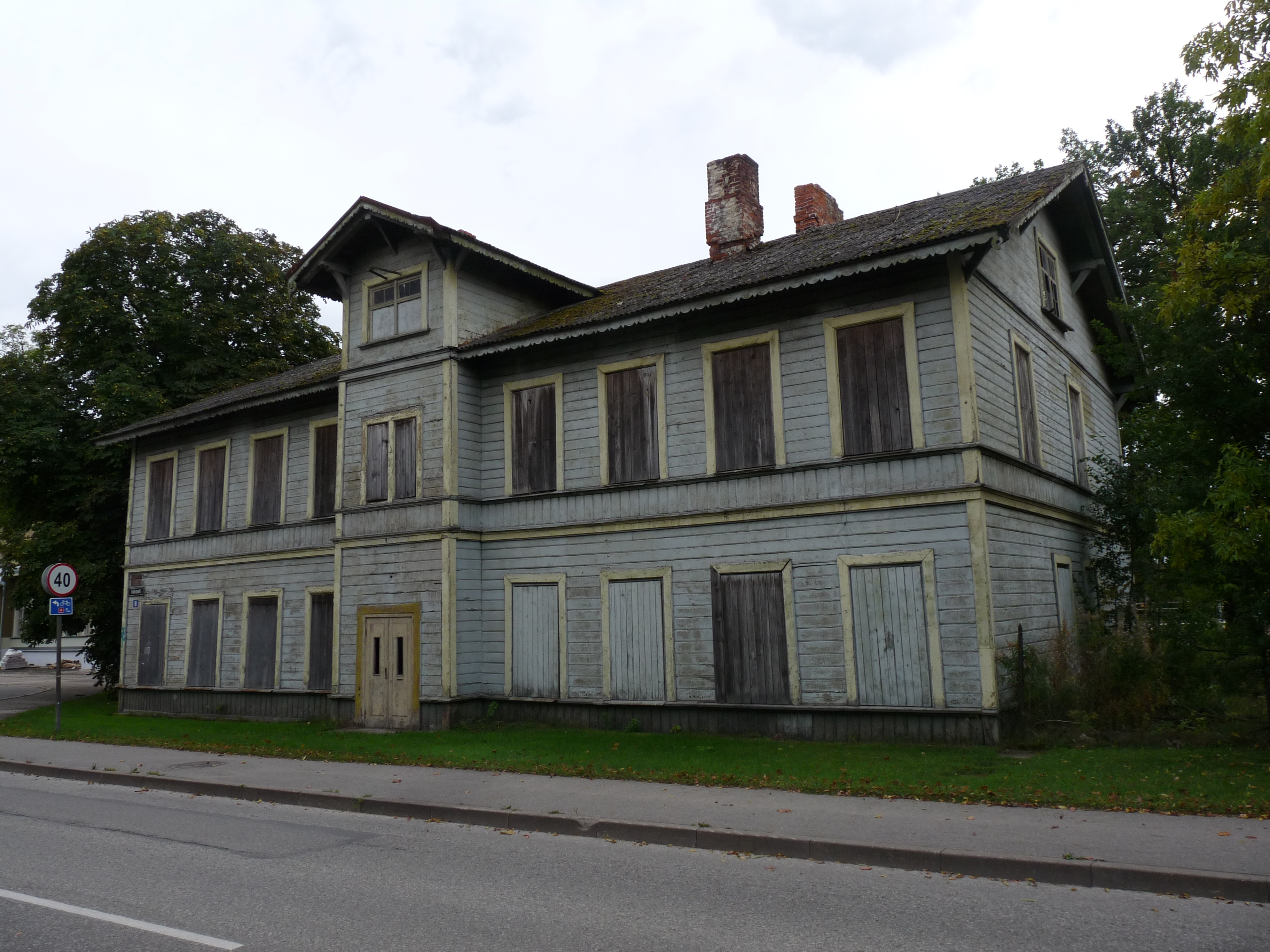
Vaksali 8, ancienne résidence des cheminots (2012)
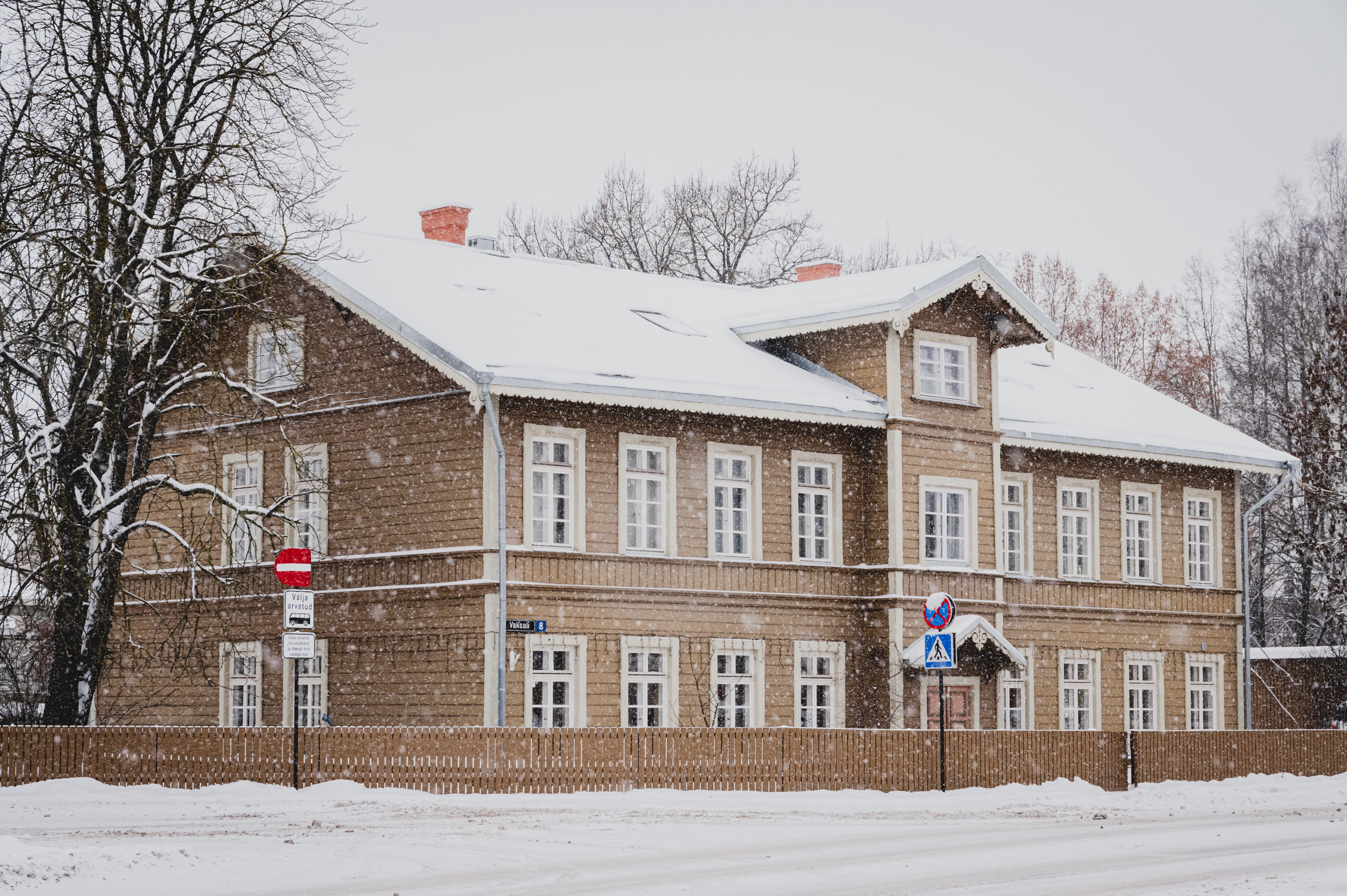
Vaksali tn 8 (2022)
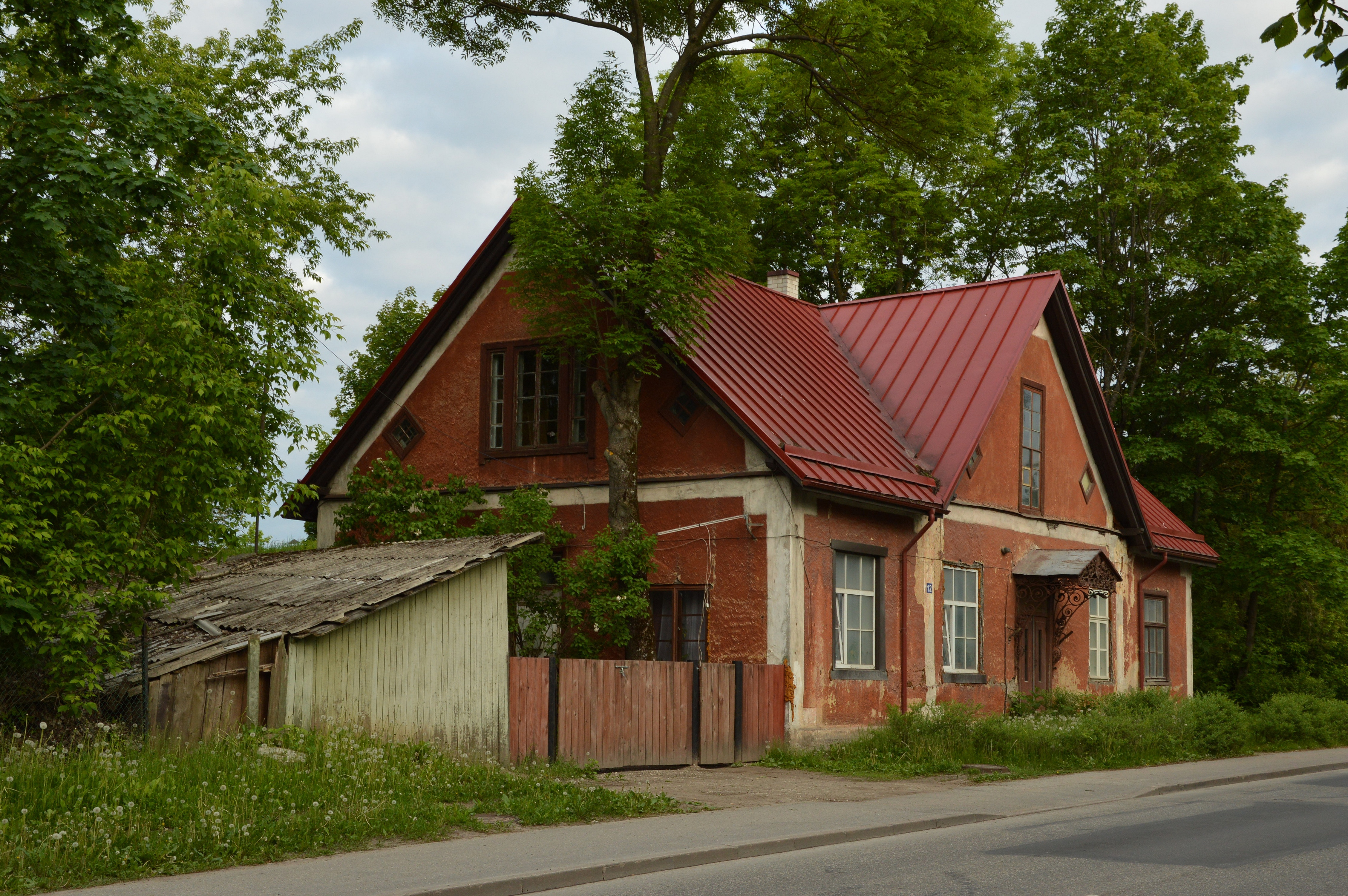
Vaksali tn 12 (2014)